# Great Salt Pond
El Great Salt Pond es el nombre que recibe el mayor lago del pequeño país caribeño de San Cristóbal y Nieves (también conocido como Saint Kitts and Nevis). El mismo se encuentra cerca del final de la península del Sudeste ( Southeast Peninsula), en la Isla de San Cristóbal, justo al norte de "The Narrows" el estrecho que separa a las dos islas principales del país en el mar Caribe. Se trata de un espacio que constituye el hábitat para aves como el calamón común o Gallineta americana (Gallinula galeata), algunos invertebrados, y una variedad de peces.
Los turistas que buscan un viaje de un día estimulante sobre San Cristóbal pueden pasear por el gran estanque que se encuentra en el extremo sureste de la isla. Está bordeado por el Atlántico y el Caribe, y posee playas de arenas blancas brillantes a ambos lados.